# Тектонічні напруження
Тектонічні напруження (рос. тектонические напряжения, англ. tectonic strains, tectonic stresses, нім. tektonische Spannungen f  pl) — напруження в гірських породах, які виникають при протіканні тектонічних процесів, а також залишкові напруження від тектонічних процесів, що вже закінчилися.
При гірничих роботах стикаються з явищами напруженого стану масивів гірських порід як місцевого (локального), так і регіонального (тектонічного) характеру. Останні в гірничій справі відомі як «залишкові» тектонічні напруження.